# Мизерия (салат)

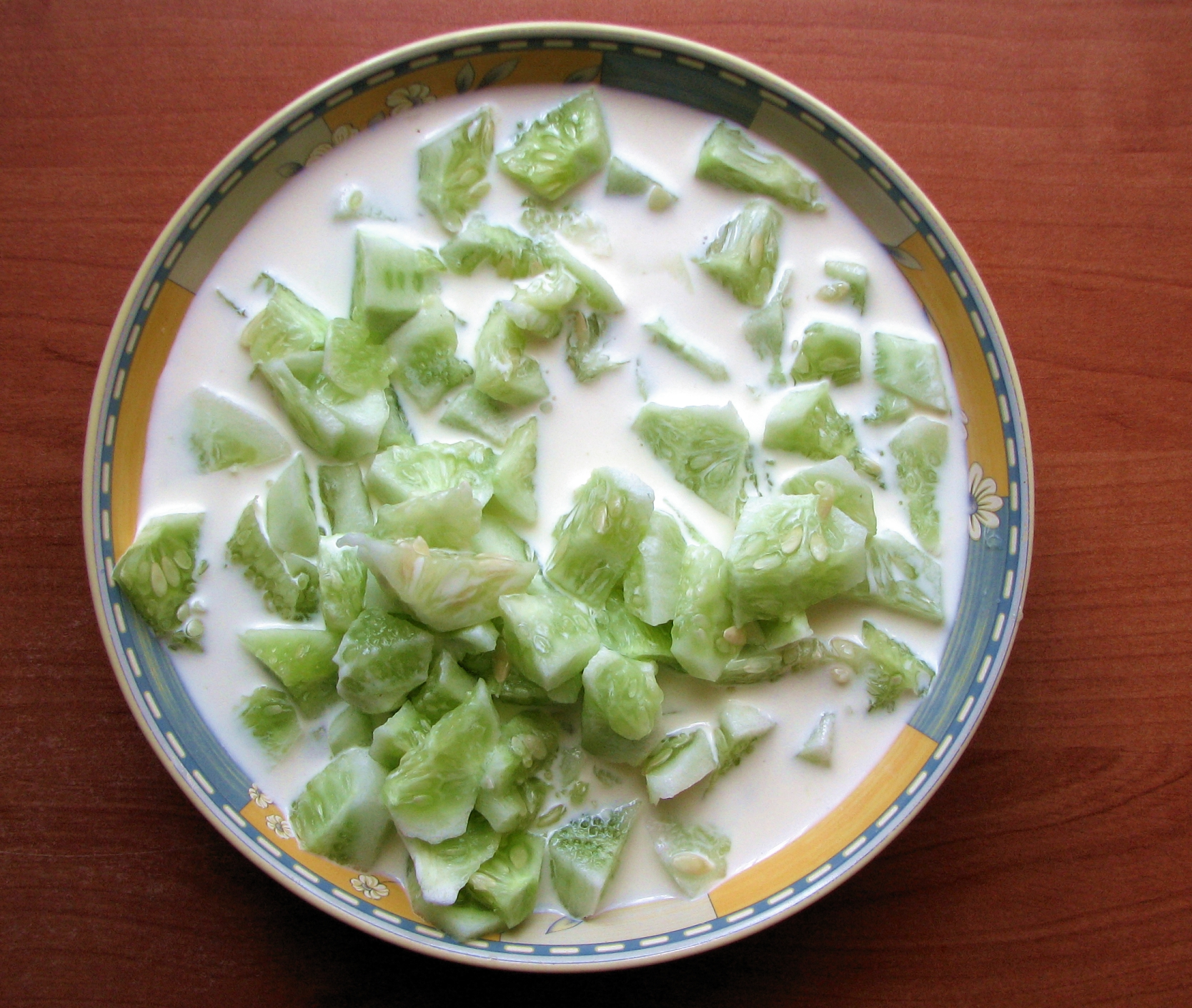
Салат «Мизерия»

«Мизерия» (пол. mizeria) — традиционный польский салат из огурцов в сметане. Его подают, как правило, в качестве холодного гарнира к мясу или рыбе. Название салата происходит от французского слова misère (нищета, убожество) и, скорее всего, выражает пренебрежительное отношение польской аристократии к этому традиционному крестьянскому блюду.
Готовится салат из нарезанных пластинками свежих огурцов со сметаной (пол. śmietana), солью, перцем и укропом. Иногда добавляют ещё уксус, сахар, мускатный орех или другие приправы. Как и в случае с другими национальными блюдами, существует масса вариаций этого простого рецепта. В наши дни этот салат также очень часто подают к барбекю, так как его легко готовить в больших количествах.